# Вилаграција ди Карини
Вилаграција ди Карини је насеље у Италији у округу Палермо, региону Сицилија.
Према процени из 2011. у насељу је живело 35082 становника. Насеље се налази на надморској висини од 31 м.